# Armand Loreau
Armand Loreau (Decize, 30 de julio de 1931-Cargèse, 11 de enero de 2022) fue un deportista francés que compitió en piragüismo en la modalidad de aguas tranquilas. Ganó dos medallas de plata en el Campeonato Mundial de Piragüismo de 1950.

## Palmarés internacional
| Campeonato Mundial | Campeonato Mundial     | Campeonato Mundial | Campeonato Mundial |
| Año                | Lugar                  | Medalla            | Competición        |
| ------------------ | ---------------------- | ------------------ | ------------------ |
| 1950               | Copenhague (Dinamarca) | Medalla de plata   | C2 1000 m          |
| 1950               | Copenhague (Dinamarca) | Medalla de plata   | C2 10 000 m        |